# Jan Tesař (historien)
Pour les articles homonymes, voir Tesar.
Jan Tesař, né le 2 juin 1933 à Skuteč (Tchécoslovaquie) et mort le 16 juin 2025 dans la même ville, est un essayiste, historien et dissident tchécoslovaque puis tchèque, signataire de la Charte 77.

## Biographie
Né à Skuteč le 2 juin 1933, Jan Tesař suit des études d'histoire à la faculté de lettres de l'université Charles à Prague. En 1956, il rejoint l'Institut d'histoire militaire, d’où il est expulsé dès 1958 pour des raisons politiques. Il reste alors deux ans sans emploi fixe et se consacre à la recherche de manière indépendante avant de trouver un poste au musée de Pardubice, puis de rejoindre en 1961 l'Institut supérieur de Prague.
Jan Tesař a été un des fondateurs du Comité pour la défense de personnes injustement poursuivies (VONS) et « père spirituel » des réunions des dissidents tchèques et polonais à Krkonoše. À partir de 1977, il est éditeur de la revue Dialogy. En 1980, il quitte la Tchécoslovaquie et il part en exil d'abord en Allemagne, puis en France où il continue son activité politique. Après 1989, il participe à des discussions académiques et politiques. Il s’installe ensuite en Slovaquie.

## Archives sur la dissidence tchécoslovaque
Historien bien formé dans le travail documentaire, Jan Tesař a laissé deux importantes collections sur l'histoire de la dissidence en Tchécoslovaquie et ailleurs en Europe. Une de ces collections est actuellement au Musée de Moravie, alors que l'autre est conservée dans les collections de La Contemporaine à Nanterre,.

## Sélection d'œuvres
- (cs) Mnichovský komplex : jeho příčiny a důsledky, Prague, Prostor, 2000, 255 p. (ISBN 80-7260-035-4).
- (cs) Zamlčená diagnóza, Prague, Triáda, 2003, 143 p. (ISBN 80-86138-56-9).
- (cs) Traktát o „záchraně národa“ : texty z let 1967-1969 o začátku německé okupace, Prague, Triáda, 2006, 381 p. (ISBN 80-86138-67-4).
- (cs) Česká cikánská rapsodie : Vzpomínky Josefa Serinka / Jan Tesař, Místo epilogu / Rozhovor s Josefem Ondrou / Dokumenty, vol. I, Prague, Triáda, 2016, 508 p. (ISBN 978-80-87256-84-8).
- (cs) Česká cikánská rapsodie : Komentáře ke vzpomínkám Josefa Serinka, vol. II, Prague, Triáda, 2016, 640 p..
- (cs) Česká cikánská rapsodie : Mapy, tabulky, diagramy – partyzáni na Vysočině / Jan Tesař, Serinkovské inspirace, vol. III, Prague, Triáda, 2016, 212 p. (ISBN 978-80-7474-171-5).
- (cs) Co počít ve vlkově břiše. Práce o vytváření struktur občanské společnosti 1968–1980., Prague, Triáda, 2018, 600 p. (ISBN 978-80-7474-172-2)